# Gran Premio de Japón de Motociclismo de 2001
El Gran Premio de Japón de Motociclismo de 2001 fue la primera prueba del Campeonato del Mundo de Motociclismo de 2001. Tuvo lugar en el fin de semana del 6 al 8 de abril de 2001 en el Circuito de Suzuka, situado en Suzuka, Prefectura de Mie, Japón. La carrera de 500cc fue ganada por Valentino Rossi, seguido de Garry McCoy y Max Biaggi. Daijiro Kato ganó la prueba de 250cc, por delante de Tetsuya Harada y Roberto Locatelli. La carrera de 125cc fue ganada por Masao Azuma, Youichi Ui fue segundo y Simone Sanna tercero.

## Resultados 500cc
| Pos.    | N.º | Piloto              | Constructor | Vueltas | Tiempo      | Parrilla | Pts. |
| ------- | --- | ------------------- | ----------- | ------- | ----------- | -------- | ---- |
| 1       | 46  | Valentino Rossi     | Honda       | 21      | 44:51.501   | 7        | 25   |
| 2       | 5   | Garry McCoy         | Yamaha      | 21      | +0.724      | 4        | 20   |
| 3       | 3   | Max Biaggi          | Yamaha      | 21      | +0.956      | 3        | 16   |
| 4       | 6   | Norifumi Abe        | Yamaha      | 21      | +1.176      | 6        | 13   |
| 5       | 56  | Shinya Nakano       | Yamaha      | 21      | +3.256      | 2        | 11   |
| 6       | 4   | Alex Barros         | Honda       | 21      | +14.515     | 8        | 10   |
| 7       | 1   | Kenny Roberts, Jr.  | Suzuki      | 21      | +22.876     | 9        | 9    |
| 8       | 65  | Loris Capirossi     | Honda       | 21      | +28.732     | 1        | 8    |
| 9       | 28  | Àlex Crivillé       | Honda       | 21      | +34.478     | 11       | 7    |
| 10      | 7   | Carlos Checa        | Yamaha      | 21      | +53.765     | 12       | 6    |
| 11      | 17  | Jurgen vd Goorbergh | Proton KR   | 21      | +58.688     | 16       | 5    |
| 12      | 12  | Haruchika Aoki      | Honda       | 21      | +1:17.338   | 17       | 4    |
| 13      | 9   | Leon Haslam         | Honda       | 21      | +1:17.681   | 20       | 3    |
| Ret     | 24  | Jason Vincent       | Pulse       | 19      | Retirado    | 21       |      |
| Ret     | 11  | Tohru Ukawa         | Honda       | 16      | Accidente   | 5        |      |
| Ret     | 68  | Mark Willis         | Pulse       | 15      | Retirado    | 23       |      |
| Ret     | 33  | Akira Ryō           | Suzuki      | 12      | Accidente   | 15       |      |
| Ret     | 19  | Olivier Jacque      | Yamaha      | 11      | Retirado    | 19       |      |
| Ret     | 41  | Noriyuki Haga       | Yamaha      | 10      | Accidente   | 10       |      |
| Ret     | 15  | Sete Gibernau       | Suzuki      | 8       | Accidente   | 14       |      |
| Ret     | 21  | Barry Veneman       | Honda       | 5       | Retirado    | 24       |      |
| Ret     | 16  | Johan Stigefelt     | Sabre V4    | 3       | Retirado    | 22       |      |
| Ret     | 10  | José Luis Cardoso   | Yamaha      | 0       | Accidente   | 13       |      |
| Ret     | 8   | Chris Walker        | Honda       | 0       | Accidente   | 18       |      |
| DNQ     | 14  | Marcus Payten       | Honda       |         | No calificó |          |      |
| Fuente: |     |                     |             |         |             |          |      |

- Pole position: Loris Capirossi, 2:04.777
- Vuelta Rápida: Tohru Ukawa, 2:06.805

## Resultados 250cc
| Pos.    | N.º | Piloto             | Constructor | Vueltas | Tiempo      | Parrilla | Pts. |
| ------- | --- | ------------------ | ----------- | ------- | ----------- | -------- | ---- |
| 1       | 74  | Daijiro Kato       | Honda       | 19      | 41:03.596   | 1        | 25   |
| 2       | 31  | Tetsuya Harada     | Aprilia     | 19      | +18.763     | 8        | 20   |
| 3       | 15  | Roberto Locatelli  | Aprilia     | 19      | +18.835     | 3        | 13   |
| 4       | 8   | Naoki Matsudo      | Yamaha      | 19      | +23.135     | 7        | 13   |
| 5       | 44  | Roberto Rolfo      | Aprilia     | 19      | +24.423     | 9        | 11   |
| 6       | 5   | Marco Melandri     | Aprilia     | 19      | +26.595     | 2        | 10   |
| 7       | 21  | Franco Battaini    | Aprilia     | 19      | +31.142     | 6        | 9    |
| 8       | 99  | Jeremy McWilliams  | Aprilia     | 19      | +43.953     | 5        | 8    |
| 9       | 9   | Sebastián Porto    | Yamaha      | 19      | +45.887     | 11       | 7    |
| 10      | 46  | Taro Sekiguchi     | Yamaha      | 19      | +48.496     | 15       | 6    |
| 11      | 10  | Fonsi Nieto        | Aprilia     | 19      | +53.583     | 12       | 5    |
| 12      | 66  | Alex Hofmann       | Aprilia     | 19      | +1:05.172   | 18       | 4    |
| 13      | 87  | Hiroshi Aoyama     | Honda       | 19      | +1:05.267   | 14       | 3    |
| 14      | 12  | Klaus Nöhles       | Aprilia     | 19      | +1:17.422   | 13       | 2    |
| 15      | 50  | Sylvain Guintoli   | Aprilia     | 19      | +1:18.183   | 25       | 1    |
| 16      | 42  | David Checa        | Honda       | 19      | +1:18.602   | 24       |      |
| 17      | 57  | Lorenzo Lanzi      | Aprilia     | 19      | +1:26.040   | 26       |      |
| 18      | 20  | Jerónimo Vidal     | Aprilia     | 19      | +1:35.868   | 23       |      |
| 19      | 48  | Shinichi Nakatomi  | Honda       | 19      | +1:41.647   | 16       |      |
| 20      | 47  | Tekkyu Kayoh       | TSR-Honda   | 19      | +1:43.891   | 27       |      |
| 21      | 55  | Diego Giugovaz     | Yamaha      | 19      | +1:49.324   | 28       |      |
| 22      | 98  | Katja Poensgen     | Aprilia     | 18      | +1 Vuelta   | 30       |      |
| Ret     | 37  | Luca Boscoscuro    | Aprilia     | 16      | Retirado    | 17       |      |
| Ret     | 18  | Shahrol Yuzy       | Yamaha      | 15      | Accidente   | 21       |      |
| Ret     | 22  | José David de Gea  | Yamaha      | 14      | Accidente   | 20       |      |
| Ret     | 6   | Alex Debón         | Aprilia     | 6       | Accidente   | 4        |      |
| Ret     | 11  | Riccardo Chiarello | Aprilia     | 6       | Retirado    | 29       |      |
| Ret     | 45  | Stuart Edwards     | TSR-Honda   | 5       | Retirado    | 31       |      |
| Ret     | 81  | Randy de Puniet    | Aprilia     | 4       | Retirado    | 10       |      |
| Ret     | 7   | Emilio Alzamora    | Honda       | 1       | Accidente   | 19       |      |
| Ret     | 19  | Julien Allemand    | Yamaha      | 0       | Accidente   | 22       |      |
| DNS     | 49  | Choujun Kameya     | Yamaha      |         | No corrió   |          |      |
| DNQ     | 16  | David Tomás        | Honda       |         | No calificó |          |      |
| DNQ     | 23  | César Barros       | Yamaha      |         | No calificó |          |      |
| Source: |     |                    |             |         |             |          |      |

- Pole position: Daijiro Kato, 2:07.414
- Vuelta Rápida: Daijiro Kato, 2:08.658

## Resultados 125cc
| Pos.    | N.º | Piloto               | Constructor | Vueltas | Tiempo    | Parrilla | Pts. |
| ------- | --- | -------------------- | ----------- | ------- | --------- | -------- | ---- |
| 1       | 4   | Masao Azuma          | Honda       | 18      | 40:59.192 | 4        | 25   |
| 2       | 41  | Youichi Ui           | Derbi       | 18      | +0.067    | 1        | 20   |
| 3       | 16  | Simone Sanna         | Aprilia     | 18      | +0.604    | 19       | 16   |
| 4       | 23  | Gino Borsoi          | Aprilia     | 18      | +0.898    | 6        | 13   |
| 5       | 54  | Manuel Poggiali      | Gilera      | 18      | +1.151    | 2        | 11   |
| 6       | 9   | Lucio Cecchinello    | Aprilia     | 18      | +1.376    | 3        | 10   |
| 7       | 17  | Steve Jenkner        | Aprilia     | 18      | +14.173   | 5        | 9    |
| 8       | 6   | Mirko Giansanti      | Honda       | 18      | +14.632   | 16       | 8    |
| 9       | 21  | Arnaud Vincent       | Honda       | 18      | +15.735   | 18       | 7    |
| 10      | 22  | Pablo Nieto          | Derbi       | 18      | +16.333   | 22       | 6    |
| 11      | 29  | Ángel Nieto, Jr.     | Honda       | 18      | +17.384   | 11       | 5    |
| 12      | 11  | Max Sabbatani        | Aprilia     | 18      | +17.992   | 9        | 4    |
| 13      | 8   | Gianluigi Scalvini   | Italjet     | 18      | +18.621   | 12       | 3    |
| 14      | 15  | Alex de Angelis      | Honda       | 18      | +18.628   | 14       | 2    |
| 15      | 57  | Hiroyuki Kikuchi     | Honda       | 18      | +23.655   | 15       | 1    |
| 16      | 24  | Toni Elías           | Honda       | 18      | +34.401   | 17       |      |
| 17      | 39  | Jaroslav Huleš       | Honda       | 18      | +34.521   | 13       |      |
| 18      | 26  | Dani Pedrosa         | Honda       | 18      | +46.838   | 23       |      |
| 19      | 25  | Joan Olivé           | Honda       | 18      | +47.378   | 34       |      |
| 20      | 98  | Masafumi Ono         | Honda       | 18      | +48.164   | 25       |      |
| 21      | 18  | Jakub Smrž           | Honda       | 18      | +58.746   | 26       |      |
| 22      | 56  | Yuzo Fujioka         | ERP Honda   | 18      | +1:00.982 | 28       |      |
| 23      | 28  | Gábor Talmácsi       | Honda       | 18      | +1:01.962 | 31       |      |
| 24      | 10  | Jarno Müller         | Honda       | 18      | +1:21.581 | 21       |      |
| 25      | 14  | Philipp Hafeneger    | Honda       | 18      | +1:49.589 | 32       |      |
| Ret     | 55  | Hideyuki Nakajoh     | Honda       | 15      | Retirado  | 10       |      |
| Ret     | 5   | Noboru Ueda          | TSR-Honda   | 14      | Accidente | 7        |      |
| Ret     | 31  | Ángel Rodríguez      | Aprilia     | 14      | Retirado  | 29       |      |
| Ret     | 19  | Alessandro Brannetti | Aprilia     | 13      | Retirado  | 30       |      |
| Ret     | 20  | Gaspare Caffiero     | Aprilia     | 12      | Accidente | 20       |      |
| Ret     | 34  | Eric Bataille        | Honda       | 11      | Accidente | 24       |      |
| Ret     | 7   | Stefano Perugini     | Italjet     | 5       | Accidente | 8        |      |
| Ret     | 12  | Raúl Jara            | Aprilia     | 0       | Retirado  | 35       |      |
| Ret     | 27  | Marco Petrini        | Honda       | 0       | Accidente | 27       |      |
| Ret     | 97  | Naoki Katoh          | Honda       | 0       | Accidente | 33       |      |
| Fuente: |     |                      |             |         |           |          |      |

- Pole position: Youichi Ui, 2:14.686
- Vuelta Rápida: Masao Azuma, 2:15.353